# Gilles Susong
 (juillet 2012).
Si vous disposez d'ouvrages ou d'articles de référence ou si vous connaissez des sites web de qualité traitant du thème abordé ici, merci de compléter l'article en donnant les références utiles à sa vérifiabilité et en les liant à la section « Notes et références ».
 (août 2011).
Gilles Susong, né à Paris en 1949, est un philosophe français du XXe siècle.

## Biographie
Gilles Susong appartient au courant des Nouveaux Philosophes, apparu au milieu des années 1970.

## Œuvres
- La politique d'Orphée  : essai sur la tradition despotique en Grèce ancienne, Paris, Grasset, 1975, (BNF 34554825).

### Ouvrages collectifs
- Avec Louis Deurieu et Maryvonne Abraham, Possessions histoires, croyances et traditions, tome I, Paris, P. Baudry, 1993, Sudoc.

### Présentation, traduction et notes
- Georg Wilhelm Friedrich Hegel, Introduction au cours de philosophie du droit : 1819, avec Jean-Louis Calvet, Édition bilingue, Domfront, 1988, (BNF 35552257).

### Philosophie - histoire de la philosophie
- 1975, La politique d’Orphée, essai sur la tradition despotique en Grèce ancienne – Préface de Christian Jambet – Paris, Grasset, collection « Figures » (dirigée par Bernard-Henri Lévy)[1].
- 1977, La Politique d’Orphée est violemment critiquée dans : F. Aubral, X. Delcourt, Contre la nouvelle philosophie – Paris, Gallimard, « Idées ».
- 1977, « Platon, contre lui-même acharné » (sur l’Apologie de Platon de Christian Jambet) – Revue Tel Quel n° 67.
- 1980, Maurice Blanchot commente La politique d’Orphée dans son ouvrage : L’écriture du désastre – Paris, Gallimard.
- 1989, « Note sur le De Unitate Dei et pluralitate creaturarum » d’Achard de Saint-Victor – Revue de la SAA (Avranches), T. XVII, n° 340.
- 1992, Mémoire pour le DEA (Université de Caen) : La politique d’Esculape : Médecine et politique dans les dialogues de Platon.
- 1994, *(éditeur) : G.W.F. Hegel, La philosophie du droit de 1819 – Cahiers de philosophie politique et juridique (Université de Caen), n° 24.
- 1995, « La référence médicale non-hippocratique dans les dialogues de Platon » in : (coll.) Ancient medicine in its socio-cultural context – Université de Leyde.
- 1996, « Qui est le médecin des Lois de Platon ? » in : (coll.) Hippokratische medizin und antike philosophie – Université de Bamberg-Erlangen.
- (avec C. Lauriol, Université Montpellier-III) : La Beaumelle et le « montesquieusisme » - Cahiers Montesquieu n°3 (Société Montesquieu/ Voltaire Foundation).
- (éditeur) : La Beaumelle, Suite de la Défense de l’Esprit des lois – CM n°3.
- 1998, « Notice : La Beaumelle – L’Affaire Calas » in : Semences de liberté – de l’Edit de Nantes aux Droits de l’Homme – CD, COSEI/Espace Mendès-France, Niort.
- 2000, (éditeur, avec R. Granderoute, Université de Pau) : [La Beaumelle], Au Roy in : Voltaire, Œuvres complètes, tome 52B : Traité sur la tolérance – Pièces originales concernant la mort des sieurs Calas – Voltaire Foundation, Oxford.
- 2001, "Montesqieu, La Beaumelle, Genève" in (coll.) : Le temps de Montesquieu – Université de Genève – Paris, Droz.
- 2004-2015, "Les cultures du conflit" - Cycle de conférences  - Université Paris V-René Descartes (séminaire de master-2 du Dr S. Rosenberg-Reiner, puis du docteur Patrick Triadou).
- 2005, « Une médiation topiaire ? à propos des références épistémologiques dans l’œuvre de Montesquieu » in (coll.) : Les réécritures littéraires des discours scientifiques – Paris, M. Houdiard.
- 2005, éditeur (avec C. Lauriol et al. ) : La Beaumelle, Correspondance générale, tome I – Voltaire Foundation, Oxford.
- 2010, "Les nouveaux visages de la haine,  approche philosophique" in: (coll.) Figures de l'autre - Paris, Tétraèdre.
- 2011, "Dystopies chinoises" in : (coll.) Les Imaginaires du Nouveau Monde - Angers, Mens sana.
- 2012, "Mélancolie/Utopie: Robert Burton et les utopistes baroques" - Communication au colloque "Utopies", Université d'Angers - en ligne.

### Histoire et littérature médiévales
- 1983, (avec J-C. Payen et al.) La légende arthurienne et la Normandie – Condé s/Noireau, éditions C. Corlet.
- 1987, (avec M. Pastoureau et al.) Les romans de la Table Ronde, la Normandie et au-delà … - Condé s/Noireau, éditions C. Corlet.
- 1992, « À propos de deux récits arthuriens tardifs » - Revue Le Moyen Français n°30 – Université McGill, Montréal.
- 1995, « Les impressions arthuriennes françaises (1488-1591) et la grande rhétorique » - Revue Le Moyen Français n°34.
- 1998, " L'invention du nice " - Revue Le Moyen Français n°40-41.
- 2005, « Les mères obscures des héros » in (coll.) : Enfances arthuriennes – Université Rennes 2 – Orléans, éditions Paradigme.
- 2007, "A propos du rôle des Plantagenêts dans la diffusion de la littérature arthurienne: l'exemple d'Aliénor de Domfront, reine de Castille" - Revue  Les Conférences d'Histoire locale du lycée de Domfront  n° XXIII  (DM 19).
- 2014, "  Marie de France et ses détracteurs" in: (coll.): Gentes dames et méchantes fées - Angers, Mens sana.
- 2015, " Déconstruire Arthur? Le roi dans la littérature arthurienne latine" in (coll.): Les Roi(s) Arthur - Lyon, Editions du Cosmogone.
- 2016, " Rire molt durement " in: (coll.) : Comique et parodie dans la légende arthurienne - Lyon, Editions du Cosmogone.
- 2019, " Fraimbault, Lanzelet, Lancelot: Sous le signe de l'eau" (texte revu) in (coll.) La légende arthurienne - Sources, dérivations et ruissellements - Paris, Editions du Sphinx.
- 2019, "A propos du rôle des Plantagenêts dans la diffusion de la littérature arthurienne: l'exemple d'Aliénor de Domfront, reine de Castille" (texte revu, deux notes complémentaires) - Paris, Editions du Sphinx.
- 2019, "Un chevalier de la Table Ronde dans une abbaye normande? Le chapiteau 'arthurien' de Lonlay (Orne)" in revue Patrimoine Normand n° 108.